# 鈴木拡樹
鈴木 拡樹（すずき ひろき、1985年6月4日 - ）は、日本の俳優。大阪府堺市出身。オウサム所属。
身長173cm、バスト78cm、ウエスト65cm、ヒップ85cm、靴のサイズは26.5cm。

## 略歴
2007年、テレビドラマ『風魔の小次郎』で俳優デビュー。
2008年、舞台『最遊記歌劇伝 －Go to the West－』で初主演。
2011年7月末にジュネス企画を離籍。フリー期間を経て、2012年よりオウサムに所属。
2017年より吹き替え、ゲーム、アニメなどで声優としても活動。
2019年、WOWOW演劇大賞 男優賞を受賞。
2020年、第十四回声優アワードで特別賞を受賞。
2022年1月11日、西川可奈子と結婚。

## 人物
元美容師。実家が美容室であった。父親に他にやりたいことはないのかと聞かれ、そのころ興味があったファッション業界に進んでみようと専門学校に入るため上京。勧められてモデルコースと役者のコース2つのコースを受講していた。
役者の仕事を始めるきっかけとなった出来事は、専門学校で30-DELUXの清水順二が講師をしていて誘われ、30-DELUX The Fifth Live『オレノカタワレ』を観劇したこと（演出：毛利亘宏）。目の前で展開していく仕組みや役者の熱量に惹き込まれたとその時のことを語っている。
また、最初に観劇した舞台で自分が感じた「演劇は楽しい」という気持ちを届けたいという思いで仕事をしている。インタビューの中で「生だからこそ伝わる躍動感とか息遣いまでを観てくださる方に届けたい」「舞台は足を運んでいただき、その空間の中でたくさんの人と一緒に空気感を体験することが魅力だと思っています。この違いはすごく心に響いたり、刺さるものだと思っていますので、そういう熱い衝撃を体験してもらいたいなと思っています。まだ舞台を観に行ったことない方はぜひ、この空気感を贅沢な時間として味わっていただきたいなと僕は感じています」と話している。
ドラマ『風魔の小次郎』に出演した時に小学生の女の子からもらったファンレターの最後に書かれていた「頑張ってください」という言葉に感動し、それと同時に「僕が誰かにとってプラスのパワーになっているんだったら続けていく意味はあるのかな」と仕事を続けていく原動力の一つになっている。
座右の銘は「日々前進」。デビュー15周年記念に発売された写真集のタイトルにもなっている。
2008年のブログに実家でダンディーという名の犬を飼っていることが記されていた。
趣味・嗜好
趣味はランニング、ポケットモンスター。特技はデザインアート。
ランニングについては幼稚園児の頃から走っているため今では生活の一部になっている。
好物はスイカ。小学生の頃に家族でオーストラリア旅行をした際、食べ物が口に合わず、ようやく食べられたものがスイカであったという。
マウントレーニアのカフェラッテが好きで、デビュー15周年記念の写真集制作時に森永乳業を訪れている。
そのほか、好きな食べ物はオリーブ、イタリアン、オムライス。
バスケットボールやNBAが好き。『SLAM DUNK』が流行し、友達とバスケットボールをしていた頃にマジック・ジョンソンの引退試合の再放送があり、それがきっかけでNBAを見るようになった。特に2012年頃まで熱心に見ていた。好きな選手はアレン・アイバーソン、ジェイソン・ウィリアムズ。

### 共演者から
普段、微笑みながら皆を見守る様子などから、共演者からは「仏のよう」と形容されることが多い。『弱虫ペダル』での共演者からは「母」「ママ」と表現されることがある。
椎名鯛造
「拡樹は出会ったときから、ずーっと謙虚」
「疲れたとか、どこかが痛いとか、拡樹はあまり口にしないタイプ」「体力を使う公演の時、長い公演の時などは、大丈夫かな？周りにそのことを言えるキャストというか、仲間はいるかなあ？とか、勝手に心配になっちゃいますね」
「所作や声優さんの持っているイメージを見えないところで会得して稽古場に持ってくる。研究と努力がすごい役者です。そしてなんと言っても人間性。どんな状況でもほほ笑んでいる心の器のデカさ」
廣瀬智紀
「いろいろと深く考えている」「一緒にいて安心感がある」「滅多に携帯を触らず、電車の中でも窓の外を見ている」「ミステリアスで私生活もよくわからない感じ」「関西人なので鋭くボケる」「他の人の癖を見て面白いところをみつけたらツッコミに行っていた」
荒牧慶彦
「鈴木拡樹くんの後ろ姿をずっと見てきたので、あの背中を追いたいし、ああいう先輩になりたいです。深くは語らないけれど視野が広く、困っている人には率先して話しかけてくれる人。映画『刀剣乱舞』の撮影はすごく寒かったのですが、カットの声がかかり次第、拡樹くんがみんなにカイロを配ってくれるんです。その心配りも素敵だなと思いました」
「視野がとても広い役者だなと。まわりが見えすぎていて、気の配り用が神がかっているんです。誰かが悩んでいると、いち早く察知して、相談に乗ったり、アドバイスしてあげたりしている姿をよく見かけます」
「仏のよう」「ボケたがり」「僕がもっとも尊敬する役者の1人」「とても穏やかで、ふざけるのが好きなお茶目な方」
「いつもニコニコしてるのが素敵だし、そこが好きなところ」
染谷俊之
「稽古初日で緊張している人の存在にいち早く気づいて、自分からイタズラしたりイジったりしてコミュニケーションをとろうとする」
「優しくて、いまも変わらずずっと素敵な先輩」
北村諒
「拡樹くんは努力の人。演じる役についていろいろ研究して試して、形になるまで染み込ませてっていうのを一つずつやっていく。実際にはそういう姿はまったく外には見せないのですが、たとえば刀を構えたときの形や太刀筋の綺麗さから努力が滲み出ていて。僕は自分の感覚でやってしまうタイプなので、勉強させてもらっているところがすごく多いです」
小西詠斗
「こんなに穏やかな方がいるんだと驚かされました。独特のテンポで、拡樹さんのまわりだけ時間がゆっくり流れている感じ。気配り、目配りがすごいですし、誰に対しても謙虚で、ああいう方になりたいなと思いました」

#### その他
- 「天然」と言われることがある。本人曰く「お店の名前を何年も間違って覚えてて、すごく後になって教えてもらって驚くこととかもある」とのこと[52]。
- MCを務める番組『2.5次元男子推しTV シーズン1』で江頭2:50のモノマネをしたことがある。

### 自分自身について
「不器用」
多くのインタビューの中で自身は不器用だと語っている。
「僕は優れた才能なんて何ひとつ持っていない。すべて“不器用”から始まっているので。努力は必要であり当たり前のことなんです。自分のやり方に固執せず柔軟に進化する。これも大事にしていること。自分の意見も大切ですが、相手の意見が素敵だなと感じたらそれはすぐ脇に置きます。自分のちっぽけなプランにしがみつくよりも、絶対にそっちのほうが成長できると思うので」
「僕は不器用のかたまりのような人間なので。何をするにもすぐに会得することができない。手に入れるのは何度も何度も練習を繰り返した先。できないことが少しずつ形になっていく、その過程を楽しんでいる自分もいるのですが、やっぱり、器用な人には憧れがあります」
自分ができていないということを認識できたのが、逆に強みになったのではないかとも分析していた。
その他
「どんな物事もわりと積極的に楽しめたり、どこまで突き詰められるかチャレンジすることが好きなタイプ」とも話している。
座長として
役を自分に落とし込むことが仕事と考えていたが、座長に立つことが増え、シリーズとして作品が継続していけるような初演の土台作りや座組のあり方を意識している。
「チームのバランス感みたいなものも結構見てるかもしれない。自分が座長だとしたら、共演者の中に僕の苦手分野を補ってくれる人がいるかどうかを考えたり。全部をその人に頼るわけにはいかないけれど、信頼して任せることで、チームがうまく回ることも多いから」。
座長を務めたときに舞台の袖で客席に一礼して楽屋に戻る。これは「主演の時にしかやってないことなんですけれど、客席の拍手が鳴り止むまで、袖で頭を下げています。最後の一音までしっかり聴き逃さないように。それは、『最遊記歌劇伝』の教訓なんですよ。舞台は、続けること自体が難しい。お客さんが来てくれることへの感謝は忘れちゃいけないから」と、座長としての向き合い方を語っている。
『最遊記歌劇伝』以外では自ら共演者を食事に誘うことはなかったが、座長として誘ってみようと考えるように意識が変化してきた。
役者として
強みは潰れない喉。
役者のタイプとして最初は理論立てて稽古場で演技のストックを増やして行き、最終的には感覚派に変わっていくタイプではないかと分析している。
「僕は、そんなに器用にできるほうじゃないので、事前に台本を読み込んで、わりとロジカルに役のベースを作って稽古に臨むタイプなんです。でも、基本的にお芝居って会話であって、相手がいて成立するものですよね。最近は、自分のスタイルに固執するんじゃなく、相手のお芝居を受けてどう返していくか、その日の息遣いでお芝居も変えていくようにしています。全然違うものになる場合もあって、面白いですよね」
いわゆる2.5次元作品の役作りにおいては、公式ガイドを読む、原作がゲームなら実際にゲームをやる、漫画なら読む、アニメ化されていたら視聴するなど、あらかじめ準備をして臨んで原作者の意思や趣向を大切にしている。
「映画化やドラマ化、舞台化したことでオリジナルのシーンが出てきた場合にも、原作から呼び起こして変換しやすい。原作の雰囲気を損なわないように、原作者さんの意図を壊さないようにという心配りが必要なのかなと思います」
役との向き合い方
「ひとつの役をいただいた時、僕はその役を自分の親友のように考えるんです。性格、普段のクセ、何に興味を持ち、何を大切にして生きているのか、その人がどんな人物なのか、誰よりもよく知っている立場に立つ。相手のことを深く知っていれば、舞台やカメラの前で不測の事態が起きた時もとっさにカバーすることができる。血縁者ではないけれど、いちばん近くにいる親友。その距離感を大切にしています」
「演じ手って、そのキャラクターをどうやって肯定してあげるかだと思うんです。どんな悪人だろうと理由はある。一般論としては理解できないことだとしても、その理由を頼りに演じ手が肯定してあげない限りは始まらない」と役に寄り添う姿勢を示している。

### 最遊記歌劇伝
『最遊記歌劇伝』シリーズは、2008年『最遊記歌劇伝 －Go to the West－』に主演・玄奘三蔵役で出演してから2023年『最遊記歌劇伝－外伝－』まで15年間に渡って携わってきたシリーズ。
- 2019年のインタビューの中でターニングポイントになった作品として『最遊記歌劇伝』シリーズを挙げている。「2008年に1作目、2009年に2作目と続いて『シリーズ化できるな』と思っていたら、3作目をやるのに5年もかかってしまって。今年も6作目となる『最遊記歌劇伝－Darkness－』を上演することができましたが、『やりたい』という気持ちだけでは続かないんだなって改めて知った作品ですね」と話す[2]。この3作目が続かなかったことに大きな挫折感を覚え、自分の力のなさを感じ辞めようと思った瞬間もあったという[63]。
- 2023年のインタビューでは「『最遊記歌劇伝』という作品がありまして。それは15年間続いた作品で、僕や（椎名）鯛造くんなどキャストもずっと変えずにやってきたんです。同じ役を15年間演じ続けるって、演劇においてとてもレアなケースだと思うんです。1つのモデルケースとして築けたのもうれしいですし、目標を持ってそこに辿り着けるというのはシリーズ作品において一番幸せなことだと思います。『最遊記歌劇伝』ではとても幸せな終わり方ができました」と話していた[64]。

## 出演

### テレビドラマ
- 風魔の小次郎（2007年、TOKYO MX 他） - 麗羅 役
- ここはグリーン・ウッド〜青春男子寮日誌〜（2008年、TOKYO MX 他） - 如月瞬 役[65]
- 仮面ライダーディケイド（2009年、テレビ朝日） - 剣立カズマ 役
- 恋する私のベーカリー（2012年、女性チャンネル♪LaLa TV） - 田端房之介 役
- 弱虫ペダル（2016年、BSスカパー!） - 荒北靖友 役[66]
- 狙撃 テレビ朝日系列 ドラマスペシャル（2016年、テレビ朝日） - 西耕輔 役[67]
- 虫籠の錠前（2019年、WOWOW） - 主演・カゴロク 役（W主演）[68]
- カフカの東京絶望日記（2019年9月13日 - 10月25日、MBS） - 主演・フランツ・カフカ 役[69]

### 映画
- 仮面ライダー×仮面ライダー W&ディケイド MOVIE大戦2010（2009年） - 剣立カズマ 役（友情出演）
- ライトノベルの楽しい書き方（2010年） - 石切清麿 役
- 縁 -enishi-（2011年） - ジュン 役
- 行け!男子高校演劇部（2011年） - 氷室 役
- 青春ディスカバリーフィルム -いつだって青春編-（2015年） - 「なんでも埋葬屋望月」主演・望月浩司 役
- 青春ディスカバリーフィルム -なんだって青春編-（2016年） - 「ボクの人間的欠陥」タケシ 役
- 映画刀剣乱舞 - 主演・三日月宗近 役
  - 継承（2019年）[70]
  - 黎明（2023年）[71]
- スマホを落としただけなのに 囚われの殺人鬼 （2020年） - 笹岡一 役
- 劇場特別版 カフカの東京絶望日記（2020年） - 主演・フランツ・カフカ 役[72][73]
- 死神遣いの事件帖 - 主演・久坂幻士郎 役
  - 死神遣いの事件帖 -傀儡夜曲-（2020年）[74]
  - 死神遣いの事件帖 -月花奇譚-（2022年）[75]
  - 死神遣いの事件帖 終（2025年）[76]

### 舞台
2008年
- 風魔の小次郎（3月） - 麗羅 役
- 学園ヘヴン ミュージカル ベルリバティ★プリンス（7月） - 西園寺郁 役
- 最遊記歌劇伝 －Go to the West－（9月） - 主演・玄奘三蔵 役
- 30-DELUX The Eighth Live『ファミリア』（10月） - カムラ 役
- Afro13『Death of a Samurai』（12月） - イズナ 役

2009年
- 最遊記歌劇伝 －Dead or Alive－（3月） - 主演・玄奘三蔵 役
- ルドビコ★Vol.4『Little Alice -少年アリスの時間割-』（4月） - グリフォン 役[77]
- うたかたのオペラ（6月） - 武志 役[78]
- おはようおじさん（7月） - 花村尚志 役
- 少年社中『ロミオとジュリエット』（8月） - ジュリエット 役
- ルドビコ★Vol.5『ROMEO 〜午前0時の訪問者〜』（9月） - ジャン 役
- 劇団たいしゅう小説家『BLUE SKY GRACE』（11月） - 翔太 役
- ナノスクエア灰頭（12月） - 神楽坂イサム / シンデレラ 役

2010年
- Be Withプロデュース 朗読劇LOVE × LETTERS（2月） - 海斗 / 美空 / 大地 役
- 白虎隊 ザ・アイドル（3月） - 間瀨源七郎 役
- ルドビコ★Vol.6『HAMLET 青い薔薇のくちづけ』（4月） - クラウス 役
- うたかたのオペラ（5月） - 武志 役
- 愛、時を越えて〜遥かなる時空の運命〜（6月）[1] - 桜丸 役
- abc★赤坂ボーイズキャバレー表 〜心ごと脱げ!〜（8月）[1] - 古郡康之 役
- 劇団VitaminX 〜Legend Of Vitamin〜（9月） - 風門寺悟郎 役
- 真魔界転生（11月） - 伊達佐十郎 役
- EVE 〜歴史の傍観者〜2012（12月） - 日替わりゲスト出演[79]

2011年
- 花咲ける青少年 〜The Budding Beauty in The Oriental Blue Wind〜（2月） - ソマンド 役
- 華鬼（3月） - 高襯麗二 役
- THE BUTTERFLY EFFECT CHRONICLE 《Blood Heaven〜第七天国〜》（6月） - マコーレイ 役
- abc★赤坂ボーイズキャバレー2回表 〜喝!＆勝つ!〜（8月） - 古郡康之 役
- 愛が殺せとささやいた（9月） - 鶴田省二郎 役
- コントンクラブ image5（10月）[80]
- 本格文學朗読劇 極上文學 桜の森の満開の下（11月） - 読み師[81]（ツミ夜姫） 役
- 恋する私のベーカリー（12月） - 田端房之介 役[82][83]

2012年
- 弱虫ペダル（2月） - 荒北靖友 役
- 灰とダイヤモンド ASHES AND THE DIAMOND〜Sight of the darkness（2月）[84] - サファイア 役
- シュワッチ! 目指すはタイツの王子様（3月）[85] - 松平元 役
- 水木英昭プロデュースvol.13『SAMURAI晩歌2012〜房州幕末編〜』（4月） - 兼太 役
- 源氏物語×大黒摩季songs〜ボクは、十二単に恋をする〜（5月） - 惟光 役[86]
- THE BUTTERFLY EFFECT CHRONICLE 《LABYRINTH》ラビリンス（6月） - 主演・マコーレイ 役[87]
- ルドビコ★Vol.8『Little Alice-少年アリスの時間割』（7月） - ダイナ 役[88]
- abc★赤坂ボーイズキャバレー3回表 〜自分に喝を入れて勝つ!〜（8月） - 古郡康之 役
- 緋色の研究（9月） - ワトスン 役[89]
- 朗読劇『祈り つめたいよるに 〜別れと新たなる出逢いの物語〜』（10月）
- 朗読劇『はつ恋』（10月）
- SAMURAI挽歌II 〜紀州の魂v（11月）[90]- 七郎兵衛 役
- 朗読劇 『しっぽのなかまたち』(12月)『犬の大学』 - ケンシロウ 役
- 朗読劇『クリスマス・キャロル』（12月）

2013年
- 弱虫ペダル 箱根学園篇 眠れる直線鬼（1月 - 2月） - 荒北靖友 役[91]
- 薄桜鬼 沖田総司篇（3月） - 南雲薫 役[92]
- THE BUTTERFLY EFFECT CHRONICLE 《Blood Heaven 〜第七天国〜》Sad wings（4月） - マコーレイ 役[93]
- 東京奇人博覧会（4月）[94] - 木下 役
- 朗読劇『鴎外の恋人 -舞姫』（5月）
- 音楽劇『綺譚 生田川 能 求塚より』（6月） - 小竹田雄之助 / 小竹田男の亡霊 役
- 水木英昭プロデュースvol.15『SAMURAI挽歌III 〜ラストサムライCode.J〜』（6月 - 7月） - 入江惣三郎 役
- 朗読劇 夜話し（7月）
- 弱虫ペダル インターハイ篇 The First Result（8月 - 9月） - 荒北靖友 役[95]
- デスティニー（10月） - ロズ 役[13]
- 極上文學 Kの昇天〜或はKの溺死〜（11月 - 12月） - 読み師（僕）役[96]

2014年
- 薄桜鬼 HAKU-MYU LIVE（1月） - 南雲薫 役
- 少年社中『贋作・好色一代男』（2月） - 艶之丞 役
- 弱虫ペダル インターハイ篇 The Second Order（3月） - 荒北靖友 役
- 最遊記歌劇伝 －God Child－（5月） - 主演・玄奘三蔵 役[97]
- 眠れぬ夜のホンキートンクブルース 第二章 復活（5月 - 6月） - 翔 役[98][99]
- THE BUTTERFLY EFFECT CHRONICLE Blood Heaven Final Tale《Innocent World》千年の夜と百億の邂逅（6月） - マコーレイ 役[100][101]
- K（8月） - 伏見猿比古 役[102]
- マルガリータ 戦国の天使たち（9月 - 10月） - 中浦ジュリアン 役[103]
- 弱虫ペダル 箱根学園篇 野獣覚醒（10月 - 11月） - 主演・荒北靖友 役[104]
- 朗読劇『私の玉の輿計画！』（11月） - アルフレッド 役[105]

2015年
- 最遊記歌劇伝－Burial－（1月） - 主演・玄奘三蔵 役[106]
- 弱虫ペダル インターハイ篇 The WINNER（3月） - 荒北靖友 役[107]
- 朗読劇 私の頭の中の消しゴム 7th letter（4月） - 浩介 役[108]
- 水木英昭プロデュース『眠れぬ夜のホンキートンクブルース第二章 飛躍』（5月） - 主演・翔 役（W主演）
- 戦国BASARA VS Devil May Cry（8月） - 主演・ダンテ 役（W主演）[109]
- 最遊記歌劇伝－Reload－（9月） - 主演・玄奘三蔵 役[110]
- 幻の城〜戦国の美しき狂気〜（10月） - 主演・宇喜多秀家 役[111]
- スーパーダンガンロンパ2 THE STAGE 〜さよなら絶望学園〜（12月） - 狛枝凪斗（） 役[112]
- ジアース アート ネオライン 神聖創造物（12月） - 日替わりゲスト出演

2016年
- ノラガミ -神と願い-（1月） - 主演・夜ト 役[113]
- 僕のリヴァ・る（2月） - フィンセント・ファン・ゴッホ 役 他[114]
- 歴タメLive 歴史好きのエンターテイナー大集合！（3月） - 佐々木小次郎 役[115]
- 舞台 刀剣乱舞 虚伝 燃ゆる本能寺（5月） - 主演・三日月宗近 役[116]
- DisGOONie『Sin of Sleeping Snow』（6月） - 主演・山県昌景 役[117]
- 少年社中『三人どころじゃない吉三』（7月） - 主演・お嬢吉三 役[118]
- 眠れぬ夜のホンキートンクブルース 第二章 キセキ（8月） - 主演・翔 役（W主演）[119]
- 歴タメLive〜歴史好きのエンターテイナー大集合！〜（10月） - 坂本龍馬 役 他[120]
- AZUMI 戦国編（11月、Zeppブルーシアター六本木） - うきは 役[121]
- 舞台『刀剣乱舞』虚伝 燃ゆる本能寺 再演（12月 - 2017年1月） - 主演・三日月宗近 役[122]

2017年
- ノラガミ-神と絆-（2月） - 主演・夜ト 役[123]
- スーパーダンガンロンパ2 THE STAGE 2017（3月 - 4月） - 狛枝凪斗 役[124]
- 舞台『刀剣乱舞』義伝 暁の独眼竜（6月 - 7月） - 主演・三日月宗近 役[125]
- 眠れぬ夜のホンキートンクブルース第三章 覚醒（6月） - 映像出演 翔 役
- 歴タメLive 歴史好きのエンターテイナー大集合！第2弾（7月）[126]
- 煉獄に笑う（8月 - 9月） - 主演・石田佐吉 役[127]
- 舞台『刀剣乱舞』ジョ伝 三つら星刀語り（12月） - 映像出演 三日月宗近 役
- 劇団☆新感線『髑髏城の七人 Season月』 (11月23日 - 2018年2月21日) - 下弦の月 天魔王 役[128]

2018年
- 朗読劇 私の頭の中の消しゴム 10th letter（5月） - 浩介 役
- 舞台『刀剣乱舞』悲伝 結いの目の不如帰（6月 - 7月） - 主演・三日月宗近 役[129]
- ぼくは明日、昨日のきみとデートする（8月24日・25日） - 南山高寿（） 役[130]
- No.9 ー不滅の旋律ー〈再演〉（11月 - 2019年1月） - ニコラウス・ヨーハン・ベートーヴェン 役[131]

2019年
- どろろ（3月） - 主演・百鬼丸 役[132]
- 舞台PSYCHO-PASS サイコパス Virtue and Vice（4月 - 5月） - 主演・九泉晴人 役[133]
- 最遊記歌劇伝－Darkness－（6月） - 主演・玄奘三蔵 役[134]
- 舞台『刀剣乱舞』慈伝 日日の葉よ散るらむ（6月 - 8月） - 声の出演 三日月宗近 役
- 幽☆遊☆白書（8月 - 9月） - 蔵馬 役[135]

2020年
- リトル・ショップ・オブ・ホラーズ（3月） - 主演・シーモア 役（Wキャスト）[136]※一部公演中止
- アルキメデスの大戦（6月 - 7月） - 主演・櫂直 役[137]※全公演中止[138]
- 刀剣乱舞-ONLINE- 五周年記念 刀剣乱舞 大演練（8月11日） - 三日月宗近 役[139]※公演中止[140]
- 時子さんのトキ（9月） - 翔真 / 登喜 役[141]
- 幽☆遊☆白書 其の弐（12月） - 蔵馬 役[142]

2021年
- 最遊記歌劇伝－Sunrise－（2月） - 主演・玄奘三蔵 役[143]
- 舞台『刀剣乱舞』无伝 夕紅の士 -大坂夏の陣-（4月 - 6月） - 主演・三日月宗近 役[144]
- リトル・ショップ・オブ・ホラーズ（8月 - 9月） - 主演・シーモア 役（Wキャスト）[145]
- バクマン。THE STAGE（10月） - 主演・真城最高 役（W主演）[146]

2022年
- 死神遣いの事件帖 -幽明奇譚-（6月） - 主演・久坂幻士郎 役
- アルキメデスの大戦（10月 - 11月） - 主演・櫂直 役[147]
- 殺陣まつり 和風三国志（12月） - 劉備 役[148]

2023年
- SPY×FAMILY（3月 - 5月） - 主演・ロイド・フォージャー 役（Wキャスト）[149]
- Why don't you SWING BY ?（7月）[150]
- 舞台『刀剣乱舞』七周年感謝祭 夢語刀宴會（）（8月） - 三日月宗近 役[151]
- 最遊記歌劇伝－外伝－（9月 - 10月） - 主演・金蟬童子（） 役[152]

2024年
- 少年社中『テンペスト』（1月） - 主演・ラン（夢崎嵐之介）/ エアリアル 役[153][154]
- PSYCHO-PASS サイコパス Virtue and Vice 3（3月） - 主演・九泉晴人 役[155]
- 朗読劇『文豪LETTERS』（6月、ドームホール）[156]
- 舞台『鴨乃橋ロンの禁断推理』（2024年11月、日本青年館ホール 他） - 翡翠臣疾 役[157]

2025年
- 学芸員 鎌目志万とダ・ヴィンチ・ノート（1月 - 2月、サンシャイン劇場 他） - 主演・鎌目志万 役[158]
- 2025年劇団☆新感線45周年興行・初夏公演 いのうえ歌舞伎【譚】Retrospective『紅鬼物語』（5 - 7月、SkyシアターMBS・シアターH） - 源蒼 役[159][160]
- 死神遣いの事件帖 終（8月 - 9月、サンシャイン劇場 他） - 主演・久坂幻士郎 役[76]
- 劇団おぼんろ 第26回本公演『ラルスコット・ギグの動物園』（9月20日[注 1]、Mixalive TOKYO Theater Mixa） ‐日替わりゲスト[161]
- 舞台『マイホームヒーロー』（11月〈予定〉、品川プリンスホテル クラブeX） - 主演・鳥栖哲雄 役[162]

2026年
- 舞台『鬼太郎誕生 ゲゲゲの謎』（1月 - 2月〈予定〉、サンシャイン劇場 他）  - 主演・鬼太郎の父 役[163]

### テレビ番組
- 舞台刀剣乱舞 悲伝 結いの目の不如帰 密着ドキュメンタリー（2018年7月、テレビ東京）[164]
- 映画刀剣乱舞 裏側スペシャル 銀幕の刀剣男士（2018年12月22日、日テレプラス）[165]
- 舞台刀剣乱舞×新次元劇場 ある一日の記録（2021年5月2日〈1日深夜〉、TBS）[166]
- 美の壺 いざ鎌倉 武士たちの美意識（2022年7月22日、NHK BS4K 他）[167]

### テレビアニメ
- どろろ（2019年） - 主人公・百鬼丸 役[168][注 2]
- クレヨンしんちゃん（2020年1月18日） - 掛田シンゴ 役[169]

### ゲーム
- ワールドエンドヒーローズ（2018年 - 2020年） - 御鷹寿史 役
- 黒騎士と白の魔王（2020年 - 2022年） - 天草四郎 役、ナベリウス 役

### 吹き替え
- SUITS/スーツ シーズン6（2017年、WOWOW） - ブライアン 役
- リメンバー・ミー（2018年） - 死者の国の住人：コーンを持った男 役[170]
- ナイト・オブ・シャドー 魔法拳（2020年） - チン三兄弟 役〈リュー三兄弟〉[171]
- ミニオンズ フィーバー（2022年） - ワイルド・ナックルズの子分 役[172]

### バラエティ
- 戦国鍋TV 〜なんとなく歴史が学べる映像〜（2010年4月6日 - 2012年9月、独立U局）
  - 信長と蘭丸 - 森蘭丸 役、AKR四十七フィーチャリング吉良 - 吉良上野介 役
- 俺の地図帳 〜地理メンBOYSが行く〜（読売テレビ） - 徳川光圀（水戸光圀） 役[173]
  - 1stシーズン（2014年4月 - 9月） [174]
  - 2nd シーズン（2015年4月 - 9月）
- 2.5次元男子推しTV（WOWOW） - MC
  - シーズン1（2017年3月 - 2017年8月） [175]
  - シーズン2（2017年11月 - 2018年4月）[176]
  - シーズン3（2018年10月 - 2019年3月）[177]
  - シーズン4（2020年1月 - 2020年7月） [178]
  - シーズン5（2022年5月 - 2022年10月） [179]
- マリーの知っとこ！ジャポン（2018年3月 - 、NHK Eテレ） - ギャブリエル 役[180]

### ネットドラマ
- カフカの東京絶望日記（2019年4月2日 - 、YouTube / BANDAI NAMCO Arts Channel） - 主演・フランツ・カフカ 役[181]

### ネット配信
- リーディングシアター 緋色の研究（2020年6月18日、無観客ライブ配信） - ワトソン 役 他[182]
- 刀剣乱舞 大演練 控えの間（2020年8月11日、DMM.com） - スタジオゲスト

### ナレーション
- 特別展「きもの KIMONO」（2020年6月30日 - 8月23日、東京国立博物館） - 音声ガイド[183]
- ゴッホ展─響きあう魂 ヘレーネとフィンセント（2021年9月18日 - 12月12日、東京都美術館） - 音声ガイド[184]
- 小峠英二の試乗最高！夢の一台 次の一台（BSフジ） - 番組ナレーション[187]

## 作品

### CD
- Original TV Soundtrack風魔の小次郎 音楽集（2007年）「朱き焔-Vermilion Flame-」 麗羅
- ここはグリーン・ウッド-HERE IS GREENWOOD- Vocal Mini Album（2008年）「キセキ moment」 如月瞬
- 戦国鍋TV ミュージック・トゥナイト 〜なんとなく歴史が学べるCD〜（2011年）「敦盛2011」 信長と蘭丸
- 縁-enishi- SOUND COLLECTION（2011年）「サイン」 ジュン
- 戦国鍋TV ミュージック・トゥナイト スペシャル 上巻（2012年）「敦盛2011」信長と蘭丸
- 戦国鍋TV ミュージック・トゥナイト 〜なんとなく歴史が学べるCD〜 再出陣！編（2013年）「討ちたいんだ」「ゲンロク・アコージケン」 AKR四十七フィーチャリング吉良
- 弱虫ペダル/総北高校自転車競技部、箱根学園自転車競技部「The DAY」/「Winning Tracker」（2016年）
- 『最遊記歌劇伝the Movie -Bullets-』 Presents Go To the West -Bullets-ver.（2017年）

### 映像ソフト
- ミテルだけ For Lady（2009年）
- リアルfaces鈴木拡樹（2014年）

## 書籍

### 写真集
- 鈴木拡樹ファースト写真集『SHAFT -Suzuki Hiroki Acting From Thirty-』（2016年、ワニブックス）ISBN 978-4-8470-4819-7
- 鈴木拡樹 舞台デビュー15周年メモリアルフォトブック 日々前進（2024年5月17日、KADOKAWA）[24] 通常版 ISBN 978-4-04-606629-9 特装版 ISBN 978-4-04-606683-1

### 関連書籍
- おーちようこ『舞台男子』（2016年1月28日、一迅社）ISBN 978-4-7580-4796-8
- おーちようこ『舞台俳優は語る』（2020年2月28日、一迅社）ISBN 978-4-7580-3488-3